# Czarnobrzuszek połyskliwy

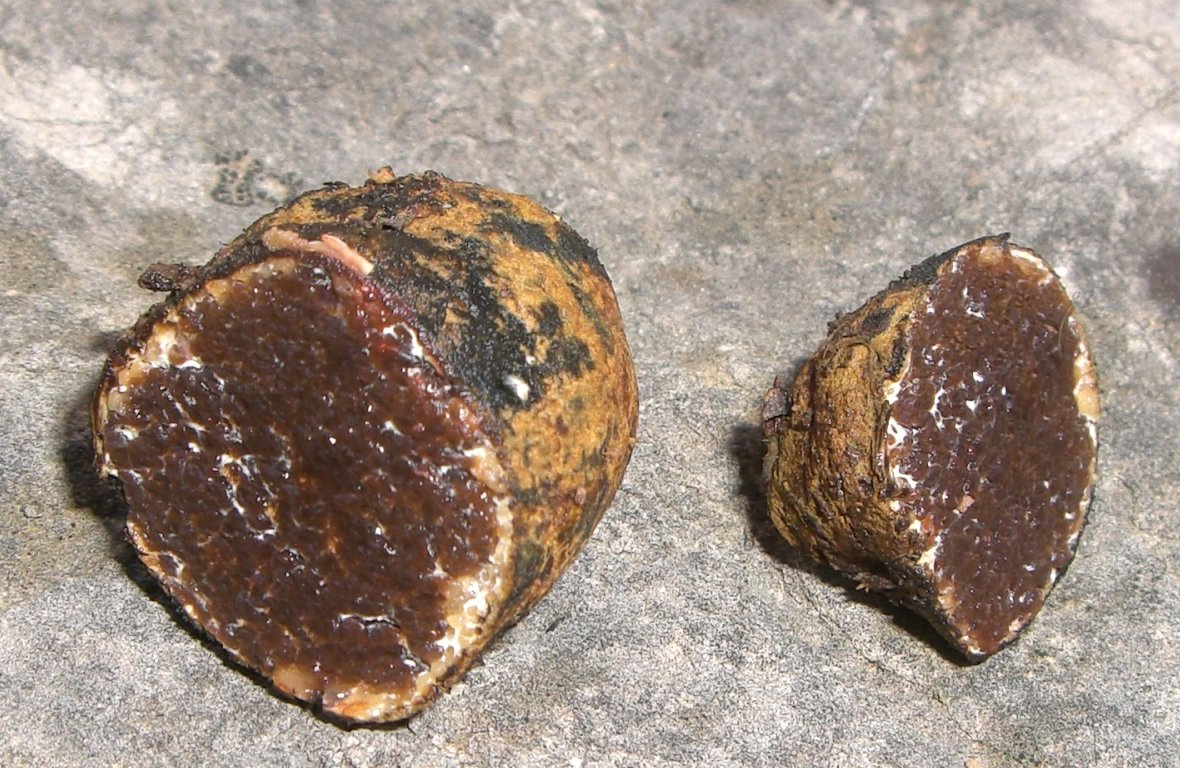

Czarnobrzuszek połyskliwy (Melanogaster variegatus (Vittad.) Tul. & C. Tul.) – gatunek grzybów z rodziny krowiakowatych (Paxillaceae).

## Systematyka i nazewnictwo
Pozycja w klasyfikacji według Index Fungorum: Melanogaster, Paxillaceae, Boletales, Agaricomycetidae, Agaricomycetes, Agaricomycotina, Basidiomycota, Fungi.
Takson ten w 1831 roku opisał Carlo Vittadini, nadając mu nazwę Octaviania variegata. Obecną, uznaną przez Index Fungorum nazwę nadali mu Louis René Tulasne i Charles Tulasne w 1851 r.
Synonimy:
- Bulliardia inquinans Jungh. 1830
- Elaphomyces muricatus f. variegatus (Vittad.) Ceruti
- Hyperrhiza inquinans (Jungh.) Rabenh. 1844
- Octaviania variegata Vittad. 1831

Nazwę polską nadał Feliks Teodorowicz w 1933 r.

## Morfologia
Bazydiokarpy
Są łatwe do identyfikacji. Zwykle pojawiają się w dużych grupach. Pojedynczy owocnik przeważnie ma średnicę od 2 do 6 cm, choć zdarzają się okazy mniejsze lub większe. Jego kształt jest zmienny, od niemal kulistego do nieregularnego. Charakterystyczne są wyrastające z jego powierzchni błyszczące ryzomorfy. Perydium u młodych owocników żółtawo-brązowe, u starszych rdzawe i wraz z ich wiekiem coraz ciemniejsze. Gleba ma konsystencję galaretowatą, początkowo żółtawą, później czarną jak smoła. Składa się z pięciokątnych komór o żółtawych lub białawych ścianach, które w okresie dojrzałości tworzą charakterystyczną strukturę. Owocniki wydzielają charakterystyczny i intensywny zapach przypominający lukrecję.
Cechy mikroskopowe
Bazydiospory o kształcie od szeroko elipsoidalnego do jajowatego i wymiarach 7–10 × 5–7 μm. Mają grube i gładkie ścianki.

## Występowanie
Znane jest występowanie czarnobrzuszka połyskliwego w Europie, Afryce Północnej i Ameryce Północnej. W Europie podano jego występowanie w Hiszpanii, Norwegii, Austrii, Estonii, Szwecji, Wielkiej Brytanii, Niemczech, Belgii, Słowenii, na Węgrzech, we Francji, Włoszech, europejskiej części Rosji, Słowacji, Portugalii, Łotwie, Bułgarii, Litwie, Polsce, Grecji i Turcji. W piśmiennictwie naukowym w Polsce do 2003 r. podano 3 stanowiska, wszystkie już historyczne (1889, 1913, 1933). Ze względu na to, że jego owocniki występują pod ziemią jest trudny do odszukania. W 1992 r. na Czerwonej liście grzybów wielkoowocnikowych Polski znajdował się w kategorii R – gatunki potencjalnie zagrożone z powodu ograniczonego zasięgu geograficznego i małych obszarów siedliskowych. Władysław Wojewoda w 2003 r. zaproponował uznanie go za wymarły na terenie Polski.
Grzyb podziemny tworzący mykoryzę z takimi drzewami i krzewami jak: dąb, jodła, buk, leszczyna, kasztan, olcha, sosna, modrzew, cedr, świerk, czystek, jałowiec. W Polsce znajdywany był pod grabami w parkach od czerwca do sierpnia.